# Panabá (kommun)
Panabá är en kommun i Mexiko.   Den ligger i delstaten Yucatán, i den östra delen av landet, 1 100 km öster om huvudstaden Mexico City. Antalet invånare är 7 802. Arean är 665 kvadratkilometer.
Terrängen i Panabá är mycket platt.
Följande samhällen finns i Panabá:
- Panabá
- Loché